# Nogueiró e Tenões
Nogueiró e Tenões (oficialmente: União das Freguesias de Nogueiró e Tenões) é uma freguesia portuguesa do município de Braga, com 4,43 km² de área e 5946 habitantes (censo de 2021). A sua densidade populacional é 1 342,2 hab./km².

## História
Foi constituída em 2013, no âmbito de uma reforma administrativa nacional, pela agregação das antigas freguesias de Nogueiró e Tenões e tem a sede em Nogueiró.

## Demografia
A população registada nos censos foi:
| Distribuição da População por Grupos Etários | Distribuição da População por Grupos Etários | Distribuição da População por Grupos Etários | Distribuição da População por Grupos Etários | Distribuição da População por Grupos Etários | Distribuição da População por Grupos Etários |
| -------------------------------------------- | -------------------------------------------- | -------------------------------------------- | -------------------------------------------- | -------------------------------------------- | -------------------------------------------- |
| Antes da agregação                           |                                              |                                              |                                              |                                              |                                              |
| Ano                                          | 0-14 anos                                    | 15-24 anos                                   | 25-64 anos                                   | >= 65 anos                                   | Total                                        |
| 2001                                         | 558                                          | 423                                          | 1745                                         | 459                                          | 3185                                         |
| 2011                                         | 819                                          | 587                                          | 3136                                         | 587                                          | 5129                                         |
| Após a agregação                             |                                              |                                              |                                              |                                              |                                              |
| Ano                                          | 0-14 anos                                    | 15-24 anos                                   | 25-64 anos                                   | >= 65 anos                                   | Total                                        |
| 2021                                         | 916                                          | 611                                          | 3435                                         | 984                                          | 5946                                         |